# 藤本智董
藤本 智董（ふじもと ちとう、1906年（明治39年）6月12日 - 1984年（昭和59年）4月13日）は、日本の哲学者、倫理学者。福岡教育大学教授。福岡大学教授。

## 年譜
- 1906年（明治39年）6月12日 福岡県久留米市寺町の妙正寺に於て藤本日照上人の二男として出生
- 1923年（大正12年）　福岡県立明善中学校（旧制）を卒業
- 1927年（昭和2年）　熊本第五高等学校（旧制）を卒業
- 1930年（昭和5年）　東京帝国大学文学部印度哲学科を卒業
- 1933年（昭和8年）　財団法人大倉精神文化研究所に入所
- 1935年（昭和10年）　興亜院上海華中連絡部文化局に勤務
- 1942年（昭和17年）　外務省上海大使館文化部に勤務
- 1945年（昭和20年）　戦死した兄の跡を継ぎ妙正寺住職となる
- 1948年（昭和23年）　福岡学芸大学（現在の福岡教育大学）助教授
- 1963年（昭和38年）　福岡教育大学教授
- 1970年（昭和45年）　福岡大学教授
- 1984年（昭和59年）4月13日　永眠。享年77。

## 主な著書
- 『大乗系論解説』（1934）
- 『流動する体験』（福岡教育大学1967）
- 『分別論としての仏教思想』（福岡教育大学1968）

## 主な論文
- 『カントの批判的精神に就て』（福岡学芸大学紀要1956）
- 『批判的立場としての空思想』（大倉山論集第8輯1960）